# Rafael García Casanova
Rafael García Casanova (Maldonado, 6 gennaio 1989) è un ex calciatore uruguaiano, di ruolo difensore.

## Caratteristiche tecniche
È un difensore centrale.

## Carriera
È cresciuto nelle giovanili del Nacional.

## Palmarès

### Club

#### Competizioni nazionali
- Supercopa Uruguaya: 1

Nacional: 2019